# Luangprabang tartomány
Luangprabang (nemzetközi alakban Louangphabang) Laosz egyik tartománya az ország északi részén.
A tartományi főváros, Luangprabang a 14. századtól a 16. századig Lanszang királyság fővárosa volt. Később is megmaradt mint a laoszi és luangprabangi királyok székhelye, egészen 1975-ig.

## Közigazgatás
Luangprabang tartomány területe a következő körzetekre oszlik:
1. Chomphet (6-09)
2. Luangprabang (6-01)
3. Nambak (6-05)
4. Nan (6-03)
5. Ngoi (6-06)
6. Pak Xeng (6-07)
7. Park Ou (6-04)
8. Phonxay (6-08)
9. Phoukhoune (6-11)
10. Viengkham (6-10)
11. Xieng Ngeun (6-02)